# Ängsmossen
Ängsmossen är ett naturreservat i Oskarshamns kommun i Kalmar län.
Området är naturskyddat sedan 1998 och är 82 hektar stort. Reservatet består av ett större sammanhängande våtmarkområde medmyrmarker, öppna kärr, tallmossar, och skogsmark på myrholmar.